# توبیاس فردریکسون
توبیاس فردریکسون (انگلیسی: Thobias Fredriksson؛ زادهٔ ۴ آوریل ۱۹۷۵) اسکی‌باز صحرانوردی اهل سوئد بود.